# Maggy Mauritz
Pour les articles homonymes, voir Mauritz.
 (janvier 2022).
La mise en forme du texte ne suit pas les recommandations de Wikipédia : il faut le « wikifier ».
Les points d'amélioration suivants sont les cas les plus fréquents :
- Les titres sont pré-formatés par le logiciel. Ils ne sont ni en capitales, ni en gras.
- Le texte ne doit pas être écrit en capitales (les noms de famille non plus), ni en gras, ni en italique, ni en « petit »…
- Le gras n'est utilisé que pour surligner le titre de l'article dans l'introduction, une seule fois.
- L'italique est rarement utilisé : mots en langue étrangère, titres d'œuvres, noms de bateaux, etc.
- Les citations ne sont pas en italique mais en corps de texte normal. Elles sont entourées par des guillemets français : « et ».
- Les listes à puces sont à éviter, des paragraphes rédigés étant largement préférés. Les tableaux sont à réserver à la présentation de données structurées (résultats, etc.).
- Les appels de note de bas de page (petits chiffres en exposant, introduits par l'outil «  Source ») sont à placer entre la fin de phrase et le point final[comme ça].
- Les liens internes (vers d'autres articles de Wikipédia) sont à choisir avec parcimonie. Créez des liens vers des articles approfondissant le sujet. Les termes génériques sans rapport avec le sujet sont à éviter, ainsi que les répétitions de liens vers un même terme.
- Les liens externes sont à placer uniquement dans une section « Liens externes », à la fin de l'article. Ces liens sont à choisir avec parcimonie suivant les règles définies. Si un lien sert de source à l'article, son insertion dans le texte est à faire par les notes de bas de page.
- La présentation des références doit suivre les conventions bibliographiques. Il est recommandé d'utiliser les modèles {{Ouvrage}}, {{Chapitre}}, {{Article}}, {{Lien web}} et/ou {{Bibliographie}}. Le mode d'édition visuel peut mettre en forme automatiquement les références.
- Insérer une infobox (cadre d'informations à droite) n'est pas obligatoire pour parachever la mise en page.

Pour une aide détaillée, merci de consulter Aide:Wikification.
Si vous pensez que ces points ont été résolus, vous pouvez retirer ce bandeau et améliorer la mise en forme d'un autre article.
Maggy Mauritz, de son vrai nom Margarethe Mauritz est une artiste lettriste allemande, née le 18 mai 1941 à Schönau en bohème, en Tchécoslovaquie. 
Sous le nom de Maggy Mauritz, elle participe au Lettrisme ainsi qu'aux activités du groupe constitué autour de Isidore Isou, de 1964 à 1969 , incarnant la figure emblématique du "Soulèvement de la Jeunesse" dans les revues du groupe lettriste (1966-1968). De 1969 à 1972, Maggy Mauritz expose avec la revue Apéïros créée par son mari Roberto Altmann, puis dirige avec celui-ci le Centre d'Art et de Communication de Vaduz entre 1974 et 1980. 
Ses œuvres hypergraphiques, à base de sténographie allemande ou parfois réalisées avec de la bombe aérosol dès 1966 (ce qui fait d'elle un précurseur du graffiti art et la première femme à s'en emparer), étaient demeurées invisibles depuis leurs créations. Son œuvre, longtemps considérée comme perdue, fut redécouverte récemment par Frédéric Acquaviva et la galerie parisienne la représentant :  Loeve&Co, en 2021, lors d'une exposition saluée par la presse nationale et internationale,,,, et qui bénéficia de l'aide du Centre National des Arts Plastiques pour l'édition d'un premier catalogue monographique.
Le catalogue raisonné de l'Oeuvre Complet de Maggy Mauritz est en cours d'élaboration et sera publié en 2026 à l'occasion d'une exposition rétrospective au Liechtenstein.

## Expositions

### Personnelle
- Maggy Mauritz, La lettriste effacée (curator Frédéric Acquaviva), Galerie Loeve&Co, Paris, 4 novembre-31 décembre 2021
- Maggy Mauritz, Les années 1960, Galerie Loeve&Co - Marais, Paris, 13 au 29 juillet 2023
- Maggy Mauritz / Roberto Altmann, Une seule lettre vous manque, Galerie Loeve&Co, Paris, 19 septembre-12 octobre 2024
- Maggy Mauritz / Aude Jessemin, Hypergraphic Women, La Plaque Tournante / The Outsiders Gallery, Londres, 3 mai 2025

### Collectives
- Le Mouvement lettriste, Théâtre de l'Ambigu, Paris, 1965
- La Méca-Esthétique lettriste, Galerie 3 + 2, Paris, 1965
- Lettrisme et hypergraphie, Galerie Europa, Berlin, 1966
- Nouvelles Hypergraphies, Galerie Stadler, Paris, 1966
- Le Lettrisme, Bibliothèque Nationale, Paris, 1966
- Salon des Femmes peintres, Musée d’Art Moderne de la Ville de Paris, 1967
- Le Lettrisme, Centre Culturel de la Ville de Toulouse, 1967
- Salon Comparaisons, Musée d’Art Moderne de la Ville de Paris, 1967
- La photo lettriste, ciselante, hypergraphique, infinitésimale et sup, Galerie de la Maison pour Tous, Paris, 1968
- Das Büch als Kunst, Vaduz, 1968
- Salle Lettriste et hypergraphique, Musée National d’Art Moderne, Paris, 1968
- Cervô-Scriptum, Maison des Jeunes et de la Culture du XVIème, Paris, 1969
- Le livre comme œuvre d'art moderne, Musée National d’Art Moderne, Paris, 1969
- L’art hypergraphique. Créations et applications, Ecole Estienne, Paris, 1969
- Artoma Apeiros, Galerie Artoma, Hamburg, 1971
- Tecken, Malmö Konsthall, Malmö, 1978
- Ruth & Marvin Sackner Archive of Concrete and Visual Poetry, Art Basel Miami Beach, Miami, 2011
- De la bombe, Loeve&CO, Paris, 2021
- Multiples lettristes, Loeve&Collect, Paris, 2021
- Tabula Rasa I, La Plaque Tournante in London, Londres, 2022
- ImageTexte6, La Topographie de l'Art, Paris, 2022
- Elle(s).Poétesses intermedia en France de 1959 à 2023, Musée Arthur Rimbaud, Charleville-Mézières, 2022
- Roberto Altmann, Das Grafische Werk", Küefer-Martis-Huus, Ruggel (Liechtenstein), 18 novembre 2024 - 16 février 2025
- C'est de la bombe, bébé", Galerie Christophe Gaillard, Paris, 5 février - 1 mars 2025
- What's your type", La Plaque Tournante / The Outsiders Gallery, Londres, 5 avril 2025
- Eros & Thanatos II, Enseigne des Oudin, Paris, 13 mars - 30 avril 2025